# 1230 w literaturze
Wydarzenia literackie w 1230 roku.

## Wydarzenia
- Początek działalności szkoły sycylijskiej.

## Nowe utwory
- obcojęzyczne
  - Guillaume de Lorris – Opowieść o Róży (rok powstania przybliżony)[1]

## Urodzili się
- Hugues Aycelin, francuski teolog (zm. 1297)
- Jacopone da Todi, włoski poeta (zm. 1306)
- Guiraut Riquier, francuski trubadur (zm. 1292)

## Zmarli
- Janna, indyjski poeta (ur. ok. 1209)
- Walther von der Vogelweide, niemiecki poeta (ur. ok. 1170)